# Przykiec
Przykiec lub Przykrzec (741 m) — szczyt  w Beskidzie Makowskim. Wznosi się między miejscowościami Jordanów i Osielec. Pierwotna jest nazwa Przykiec, pochodząca od używanego przez miejscową ludność słowa kiecka oznaczającego niewielką zalesioną górę. Na południowych stokach znajduje się również przysiółek o nazwie Przykiec. Nazwa Przykrzec została utworzona przez austriackich kartografów i pochodzi od przykrych, czyli bardzo stromych jego stoków.
Przykiec wraz z Łysą Górą stanowi jeden z wierzchołków niewielkiego masywu ograniczonego dolinami Skawy, Krzczonówki, Łętówki, Osielca i Malejówki. Jest porośnięty lasem, ale na południowo-wschodnich stokach znajdują się polany.
Na Przykiecu i w jego pobliżu znajdują się duże i czynne osuwiska. Największe znajduje się na zachodnim stoku i zajmuje 18% ogólnej powierzchni stoków Przykieca. Znajdują się w nim duże i strome urwiska będące pozostałością po eksploatacji kamieni. W 1949 powstało na szczycie Przykieca kolejne osuwisko, powstający przy tym huk słyszany był w Jordanowie. Może ono stanowić podręcznikowy przykład osuwisk. W jego zagłębieniu powstał niewielki stawek o rozmiarach około 20 na 5 m i głębokości ok. 40 cm.
Przez Przykiec nie prowadzi żaden znakowany szlak turystyczny, można jednak na jego szczyt wejść leśna drogą odgałęziająca się od niebieskiego szlaku prowadzącego z Jordanowa na północ, przez przełęcz między Przykiecem i Łysą Górą. Pod szczytem znajduje się tor motocrossowy "Przykiec". Góra wystąpiła w opowiadaniu "24 godziny Adama Skupnia" z serii Nasz Rider.